# Ла-Конгоха
Ла-Конгоха (исп. La Congoja) — посёлок в центральной части Мексики, на территории штата Агуаскальентес. Входит в состав муниципалитета Сан-Хосе-де-Грасия.

## Географическое положение
Ла-Конгоха расположена в северо-западной части штата, на расстоянии приблизительно 35 километров к северо-западу от города Агуаскальентес. Абсолютная высота — 2516 метров над уровнем моря.

## Население
Согласно данным, полученным в ходе проведения официальной переписи 2005 года, в посёлке проживало 390 человек (198 мужчин и 192 женщины). Насчитывалось 79 домов. По возрастному диапазону население распределилось следующим образом: 46,2 % — жители младше 18 лет, 45,1 % — между 18 и 59 годами и 8,7 % — в возрасте 60 лет и старше. Уровень грамотности среди жителей старше 15 лет составлял 94,9 %.
По данным переписи 2010 года, численность населения Ла-Конгохи составляла 435 человек. Динамика численности населения посёлка по годам:
| 2000 | 2005 | 2010 |
| ---- | ---- | ---- |
| 364  | 390  | 435  |